# Syphaxia
Syphaxia is een geslacht van kevers uit de familie bladkevers (Chrysomelidae).
De wetenschappelijke naam van het geslacht werd in 1866 gepubliceerd door Joseph Sugar Baly.

## Soorten
- Syphaxia acroleuea (Kirsch, 1883)
- Syphaxia maculata Jacoby, 1899
- Syphaxia spectanda (Clark, 1865)